# Buk-myeon, Cheonan
Buk-myeon (koreanska: 북면) är en socken i Sydkorea. Den ligger i stadsdistriktet Dongnam-gu i staden Cheonan i provinsen Södra Chungcheong, i den centrala delen av landet, 80 km söder om huvudstaden Seoul.